# Phalarocarpa harmographa
Phalarocarpa harmographa är en fjärilsart som beskrevs av Edward Meyrick 1937. Phalarocarpa harmographa ingår i släktet Phalarocarpa och familjen vecklare. Inga underarter finns listade i Catalogue of Life.